# أم القصور
قرية أم القصور هي إحدى القرى التابعة لمركز منفلوط في محافظة أسيوط في جمهورية مصر العربية. حسب إحصاءات سنة 2006، بلغ إجمالي السكان في أم القصور 26093 نسمة، منهم 13679 رجل و12414 امرأة.